# 伊勢中川站
伊勢中川站（日语：／ Ise-Nakagawa eki */?）是位於三重縣松阪市嬉野中川新町一丁目，近畿日本鐵道（近鐵）的車站。在車站編號中，大阪線為「D61」、名古屋線為「E61」、山田線為「M61」。

## 概要
此站是大阪線、名古屋線、山田線三線的重要交匯站。大阪線以此站為終點，名古屋線、山田線以此站為起點。但是，名古屋線在列車運行上以近鐵名古屋站為起點。
從前，在列車內廣播此車站名稱只會以「中川站」來稱呼。在車輛的路線牌只會以「中川」作標記。
此車站設有站長，並管理大阪線東青山站至此站之間，以及山田線此站至東松阪站之間之車站。

## 歷史
- 1930年（昭和5年）
  - 5月18日 - 參宮急行電鐵参急中川至松阪之間、参急中川至久居之間（津線）開通，同日此站開業，當時的車站名為参急中川駅[2]。
  - 11月19日 - 参宮急行電鐵此站至佐田（現時為榊原溫泉口）之間開通[2]。
- 1938年（昭和13年）12月6日 - 津線改軌距至1067mm[2]。
- 1941年（昭和16年）3月15日 - 大阪電氣軌道與参宮急行電鐵合併，關西急行鐵道成立[2]。車站改名為伊勢中川站[3]。同時鐵路線名稱也進行重組，名張方向的路線名為大阪線，宇治山田方向的路線為山田線，津方向的路線名古屋線[4]。
- 1944年（昭和19年）6月1日 - 關西急行鐵道與南海鐵道（為南海電氣鐵道的前身）合併，成為近畿日本鐵道的車站[2]。
- 1959年（昭和34年）11月27日 - 名古屋線改軌距至標準軌[2]。可與大阪線、山田線直通運行，改變路軌配置。
- 1961年（昭和36年）3月29日 - 中川短絡線開通，來往大阪線與名古屋線之間可改經中川短絡線，不需要進入伊勢中川站，特急列車開始使用中川短絡線[2]。
- 1972年（昭和47年）9月18日 - 車站內行人隧道啟用，新月台落成。
- 2001年（平成13年）2月1日 - 引入SF（儲值車票 ）系統，以及可以使用大阪地區「Surutto KANSAI（日语：スルッとKANSAI）」卡，此站作為「中途下車指定站」的制度廢止。
- 2004年（平成16年）1月10日 - 車站大樓移動至地底。設置自動閘機。
- 2007年（平成19年）4月1日 - 車站可以使用PiTaPa[5]。
- 2012年（平成24年）1月21日 - 新中川短絡線開始使用。

## 車站構造
車站為島式和側式月台，5面6線的地上車站。閘口、車站大堂位於地底，月台位於地面。在車站地下設有行人隧道來往車站東面和西面，當中閘口設在行人隧道內。東和西出口設有扶手電梯、升降機和斜路前往行人隧道。在地下閘機至各月台之間設有樓梯和扶手電梯。

### 月台
以下是月台的排列（由東面起），月台由1號月台至6號月台。
- 1・2號月台（島式、2號月台只供普通列車下車之用）
- 2・3號月台（島式）
- 3・4號月台（島式）
- 4・5號月台（島式）
- 6號月台（側式）

所有月台中，2至4號月台兩邊均可乘車。這個特別的月台結構，是源自名古屋線為窄軌的時代，為了方便乘客在名古屋線、大阪線之間轉乘而設，現時列車進入這些月台時，兩邊的門都會打開，以便轉乘，以及使乘客可以不用經過地下通道，透過停車中的列車橫過路軌。
名古屋線、大阪線之間特急、急行多數停在3、4號號月台，使可以在同一月台上轉乘列車。由普通列車到達2號月台時，會使用1、2號月台下車。此外，此站唯一單式月台，6號月台除了早上和深夜時段外，主要停靠大阪線普通列車。
| 月台 | 路線     | 方向                          | 備註                           |
| ---- | -------- | ----------------------------- | ------------------------------ |
| 1    | 山田線   | 宇治山田、鳥羽、賢島方向      | 只限普通列車                   |
| 1    | 名古屋線 | 津、四日市、名古屋方向        | 夜の一部の普通のみ             |
| 2・3 | 山田線   | 宇治山田、鳥羽、賢島方向      |                                |
| 2・3 | 名古屋線 | 津、四日市、名古屋方向        | 早上部分列車使用               |
| 2・3 | 大阪線   | 大阪、神戶、奈良方向 京都方向 | 在此站出發的急行和部分普通列車 |
| 4・5 | 名古屋線 | 津、四日市、名古屋方向        |                                |
| 4・5 | 大阪線   | 大阪、神戶、奈良方向 京都方向 |                                |
| 6    | 大阪線   | 東青山、名張方向              | 只限普通列車                   |

從大阪方向的列車會使用1、2、3、6號月台（本線為3號月台），名古屋方向為1、2、3號月台（本線為2號月台），賢島方向為4、5、6號月台（本線為5號月台）。大阪、名古屋方向可使用所有月台，賢島方向則可使1至3號月台出發。

### 配線圖
|                                                                         | ↑ 名古屋線 津、四日市・名古屋方向    |                                    |
| ← 中川短絡線                                                            | 近畿日本鐵道 伊勢中川站 站內配線略圖 | → 山田線 宇治山田、鳥羽 、賢島方向 |
|                                                                         | ↓ 大阪線 上本町、難波、京都方向      |                                    |
| 图例 参考文献： 1、2號月台中，2號月台（白線網絡部分）為普通列車下車月台 |                                      |                                    |

### 中川短絡線

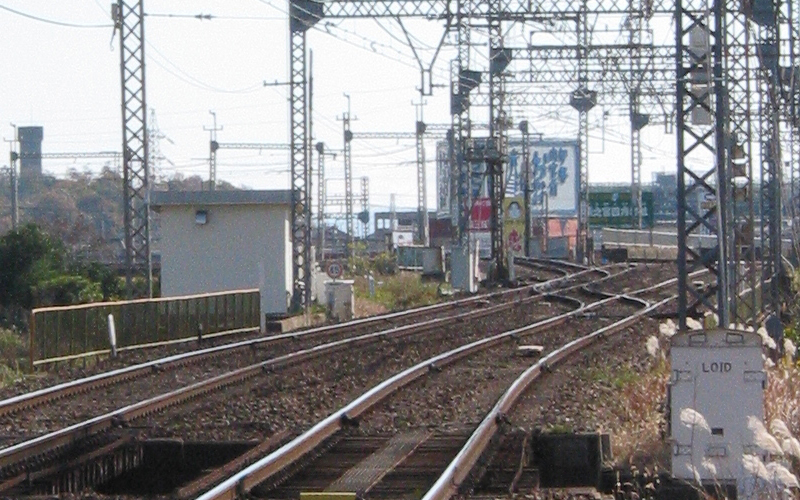
宮古分岐點與中川短絡線（大阪一邊）

在車站內，名古屋線、大阪線之間設有中川短絡線。此短絡線為伊勢中川站的一部分，而不是號誌站。在大阪線一邊的分岐點名為宮古分岐，在名古屋線一邊的分岐點名為黑田分岐。
經過短絡線的列車不會進入車站月台部分。但在車費上會仍然計算經過伊勢中川站在內。

#### 歷史
此短絡線是為了改善名阪特急在伊勢中川站折返而設。在未建成中川短絡線前，列車需要進入車站運輸停車（不會開關車門）。因此建設了短絡線，使列車可以在不用停車的情況下通過伊勢中川站。此短絡線與名古屋線改軌距工程有關，當初在久居站附近至川合高岡站附近建造一條4.7km的新線。在1959年2月得到批准興建。但是，由於建造沿線收地困難，以及跨越雲出川橋粱建造費用。結果計劃改變，決定為在伊勢中川站東邊建造420m、半經為160m的單線彎位軌道。
中川短絡線在1961年3月29日開始使用。當初只有名阪甲特急（或稱不停站特急）使用短絡線，名阪乙特急（在主要站停車的特急）仍會前往伊勢中川站站內折返，但在1963年3月21日，乙特急也開始使用短絡線。此外，在同日起，特急車的編成方向由大阪線作基準轉為由名古屋線作基準（在1961年3月29日至1963年3月21日，名阪甲特急的編成在名古屋線內是倒轉的）。
雖然短絡線設有急彎，行經時需要慢行，但是實際上方便了乘客不用在伊勢中川站把座位的方向掉轉。
於1961年建成短絡線後，路線設有混凝土橋粱跨越雲出川的支流中村川，這座橋樑的構造不利中村川防洪。因此在國土交通省的補助下，在2002年開始建造另一條橋梁，取代舊橋。新橋在2012年1月21日完成。當中除了改良橋粱外，短絡線的彎位半經由160m增加至200m。

#### 運行狀況
短絡線是讓近鐵特急列車使用。在上節提及，在1963年3月21日後，名阪特急列車會使用中川短絡線為作基準。因此，大阪線與名古屋線的直通特急列車必定途經中川短絡線，不會前往伊勢中川站內折返。而伊勢中川至賢島之間，大阪線系統與名古屋線系統的特急編成方向會有所不同，原則上，名伊特急的折返班次不會行走阪伊、京伊特急，阪伊、京伊特急的折返班次不會行走名伊特急（但是有例外情況，在1980年代部分時期，在深夜時段設有京伊特急的折返班次是名伊乙特急，在翌日早上再次行走名伊乙特急，隨後的折返班次是京伊特急，因此不會造成名古屋線內編成不相同情況）。
在2018年3月16日前，大阪線與名古屋線直通的急行以下列車設有1班。該班次為急行列車，由名張出發前往近鐵名古屋，在直通之際會不會使用短絡線，而黎在伊勢中川站停車折返，前往名古屋線路段。

### 車站設施與特徴
- 車站設有可使用PiTaPa、ICOCA的自動閘機（日语：自動改札機）和自動補票機（日语：自動精算機）（可支援回數（日语：回数乗車券）卡及IC卡）。
- 車站也設有櫃臺以及專用自動售票機售賣特急票及定期票[13]，在4、5號月台設有商店[13]。
- 在2004年車站改善工程完成後，6號月台是靠近大阪、名古屋方向的車站大樓。但在之前曾延伸至靠近宇治山田一邊，在車站改善工程進行期間短縮了月台長度。

## 停站列車
- 除所有名阪特急及觀光特急「Shimakaze」外，所有定期旅客列車均停靠此站[14][15]。
- 特急列車、快速急行所有列車以及日間急行列車均全部直通運輸至松阪站或以南車站[14][15]，在早上、晚間各有1班直通普通列車來往名古屋線白塚站至志摩線賢島站，平日早上有1班普通列車由山田線宇治山田站前往白塚站，在早上有1班普通列車由明星站前往大阪線名張站，其餘普通列車大多數在此站為終站[14][15]。
- 前往松阪方向的名古屋線急行列車，在此站至江戶橋站之間為各站停車[15]。
- 大阪線、名古屋線、山田線三線多數列車都在此站為終點站並折返。
  - 在早上和黃昏以後設有在此站折返的名古屋線急行和普通列車[15]。
  - 全日設有在此站折返，來往賢島站的普通列車，在早上、黃昏設有部分來往此站至宇治山田站、鳥羽站之間的普通列車[15]。
  - 全日設有在此站折返，來往名張站、青山町站、東青山站的普通列車。毎小時2班。在早上和黃昏以後，設有在此站折返，前往大阪方向的急行列車[14]。
- 在此站待避特急的列車中，大多數是普通列車，其餘為急行列車[15]。

## 在此站上下車人次
以下列出近年來1日中上下車人次：
- 2018年11月13日：7,264人
- 2015年11月10日：7,229人
- 2012年11月13日：6,876人
- 2010年11月9日：7,058人
- 2008年11月18日：7,323人
- 2005年11月8日：6,843人

## 使用狀況
根據「三重縣統計書」，以下列出近年1日平均乘車人次。這些數字不包括轉車乘客。
| 年度   | 1日平均 乘車人次 |
| ------ | ---------------- |
| 1997年 | 3,420            |
| 1998年 | 3,292            |
| 1999年 | 3,274            |
| 2000年 | 3,298            |
| 2001年 | 3,291            |
| 2002年 | 3,307            |
| 2003年 | 3,293            |
| 2004年 | 3,370            |
| 2005年 | 3,529            |
| 2006年 | 3,660            |
| 2007年 | 3,784            |
| 2008年 | 3,803            |
| 2009年 | 3,715            |
| 2010年 | 3,696            |
| 2011年 | 3,695            |
| 2012年 | 3,708            |
| 2013年 | 3,855            |
| 2014年 | 3,821            |
| 2015年 | 3,959            |
| 2016年 | 4,071            |
| 2017年 | 4,136            |

- 以下會列出伊勢中川站的使用狀況變遷[17][18]。
  - 一年乘車人次以人作單位。更適合用於比較年度數據。
  - 上下車人次調査結果是在任意1日記錄，以人作單位。但需注意，由於在調査日的天氣、活動等原因，使數字變動會比一年乘車人次為大。
  - 當中，最高値會使用紅色，在最高値記錄年度以後的最低値使用青色、在最高値記錄年度以前的最低値使用綠色作標記。

| 年度使用狀況（伊勢中川站） | 年度使用狀況（伊勢中川站） | 年度使用狀況（伊勢中川站） | 年度使用狀況（伊勢中川站） | 年度使用狀況（伊勢中川站） | 年度使用狀況（伊勢中川站） | 年度使用狀況（伊勢中川站） | 年度使用狀況（伊勢中川站） |
| 年 度                      | 一年乘車人次：人／年度     | 一年乘車人次：人／年度     | 一年乘車人次：人／年度     | 一年乘車人次：人／年度     | 上下車人次調査結果 人／日  | 上下車人次調査結果 人／日  | 特別事項                   |
| -------------------------- | -------------------------- | -------------------------- | -------------------------- | -------------------------- | -------------------------- | -------------------------- | -------------------------- |
| 年 度                      | 通勤定期乘客               | 上學定期乘客               | 其他乘客                   | 合計                       | 調査日                     | 調査結果                   | 特別事項                   |
| 1950年（昭和25年）         | 241,170                    | ←←←←                       | 222,164                    | 463,334                    |                            |                            |                            |
| 1951年（昭和26年）         | 275,520                    | ←←←←                       | 238,551                    | 514,071                    |                            |                            |                            |
| 1952年（昭和27年）         | 306,000                    | ←←←←                       | 236,579                    | 542,579                    |                            |                            |                            |
| 1953年（昭和28年）         | 275,010                    | ←←←←                       | 263,190                    | 538,200                    |                            |                            |                            |
| 1954年（昭和29年）         | 298,680                    | ←←←←                       | 282,628                    | 581,308                    |                            |                            |                            |
| 1955年（昭和30年）         | 300,300                    | ←←←←                       | 280,926                    | 581,226                    |                            |                            |                            |
| 1956年（昭和31年）         | 317,940                    | ←←←←                       | 294,056                    | 611,996                    |                            |                            |                            |
| 1957年（昭和32年）         | 351,180                    | ←←←←                       | 263,657                    | 614,837                    |                            |                            |                            |
| 1958年（昭和33年）         | 352,560                    | ←←←←                       | 314,402                    | 666,962                    |                            |                            |                            |
| 1959年（昭和34年）         | 381,660                    | ←←←←                       | 310,240                    | 691,900                    |                            |                            |                            |
| 1960年（昭和35年）         | 439,650                    | ←←←←                       | 299,657                    | 739,307                    |                            |                            |                            |
| 1961年（昭和36年）         | 518,580                    | ←←←←                       | 295,622                    | 814,202                    |                            |                            |                            |
| 1962年（昭和37年）         | 582,030                    | ←←←←                       | 306,001                    | 888,031                    |                            |                            |                            |
| 1963年（昭和38年）         | 620,280                    | ←←←←                       | 298,585                    | 918,865                    |                            |                            |                            |
| 1964年（昭和39年）         | 702,510                    | ←←←←                       | 302,213                    | 1,004,723                  |                            |                            |                            |
| 1965年（昭和40年）         | 733,290                    | ←←←←                       | 306,760                    | 1,040,050                  |                            |                            |                            |
| 1966年（昭和41年）         | 706,050                    | ←←←←                       | 283,360                    | 989,410                    |                            |                            |                            |
| 1967年（昭和42年）         | 747,430                    | ←←←←                       | 284,300                    | 1,031,730                  |                            |                            |                            |
| 1968年（昭和43年）         | 762,570                    | ←←←←                       | 323,071                    | 1,085,641                  |                            |                            |                            |
| 1969年（昭和44年）         | 771,420                    | ←←←←                       | 339,410                    | 1,110,830                  |                            |                            |                            |
| 1970年（昭和45年）         | 855,060                    | ←←←←                       | 373,796                    | 1,228,856                  |                            |                            |                            |
| 1971年（昭和46年）         | 857,460                    | ←←←←                       | 406,205                    | 1,263,665                  |                            |                            |                            |
| 1972年（昭和47年）         | 876,600                    | ←←←←                       | 436,289                    | 1,312,889                  |                            |                            |                            |
| 1973年（昭和48年）         | 896,640                    | ←←←←                       | 476,071                    | 1,372,711                  |                            |                            |                            |
| 1974年（昭和49年）         | 918,120                    | ←←←←                       | 504,371                    | 1,422,491                  |                            |                            |                            |
| 1975年（昭和50年）         | 928,100                    | ←←←←                       | 486,165                    | 1,409,265                  |                            |                            |                            |
| 1976年（昭和51年）         | 887,280                    | ←←←←                       | 461,872                    | 1,349,152                  |                            |                            |                            |
| 1977年（昭和52年）         | 871,740                    | ←←←←                       | 474,073                    | 1,345,813                  |                            |                            |                            |
| 1978年（昭和53年）         | 847,260                    | ←←←←                       | 487,509                    | 1,334,769                  |                            |                            |                            |
| 1979年（昭和54年）         | 881,070                    | ←←←←                       | 481,391                    | 1,362,461                  |                            |                            |                            |
| 1980年（昭和55年）         | 922,740                    | ←←←←                       | 490,975                    | 1,413,715                  |                            |                            |                            |
| 1981年（昭和56年）         | 937,500                    | ←←←←                       | 478,316                    | 1,415,816                  |                            |                            |                            |
| 1982年（昭和57年）         | 917,940                    | ←←←←                       | 480,663                    | 1,398,603                  | 11月16日                   | 6,634                      |                            |
| 1983年（昭和58年）         | 927,510                    | ←←←←                       | 479,889                    | 1,407,399                  | 11月8日                    | 6,759                      |                            |
| 1984年（昭和59年）         | 901,950                    | ←←←←                       | 463,835                    | 1,365,785                  | 11月6日                    | 6,523                      |                            |
| 1985年（昭和60年）         | 906,090                    | ←←←←                       | 463,314                    | 1,369,404                  | 11月12日                   | 6,558                      |                            |
| 1986年（昭和61年）         | 912,120                    | ←←←←                       | 463,196                    | 1,375,316                  | 11月11日                   | 6,956                      |                            |
| 1987年（昭和62年）         | 933,990                    | ←←←←                       | 448,776                    | 1,382,766                  | 11月10日                   | 6,681                      |                            |
| 1988年（昭和63年）         | 931,470                    | ←←←←                       | 460,052                    | 1,391,522                  | 11月8日                    | 6,790                      |                            |
| 1989年（平成元年）         | 908,610                    | ←←←←                       | 471,572                    | 1,380,182                  | 11月14日                   | 6,640                      |                            |
| 1990年（平成2年）          | 927,450                    | ←←←←                       | 482,609                    | 1,410,059                  | 11月6日                    | 6,939                      |                            |
| 1991年（平成3年）          | 929,880                    | ←←←←                       | 485,009                    | 1,414,889                  |                            |                            |                            |
| 1992年（平成4年）          | 930,810                    | ←←←←                       | 491,598                    | 1,422,408                  | 11月10日                   | 6,937                      |                            |
| 1993年（平成5年）          | 921,030                    | ←←←←                       | 496,003                    | 1,417,063                  |                            |                            |                            |
| 1994年（平成6年）          | 1,009,590                  | ←←←←                       | 490,737                    | 1,500,327                  |                            |                            |                            |
| 1995年（平成7年）          | 903,090                    | ←←←←                       | 455,875                    | 1,358,965                  | 12月5日                    | 6,392                      |                            |
| 1996年（平成8年）          | 876,030                    | ←←←←                       | 454,502                    | 1,330,532                  |                            |                            |                            |
| 1997年（平成9年）          | 814,830                    | ←←←←                       | 433,289                    | 1,248,119                  |                            |                            |                            |
| 1998年（平成10年）         | 783,900                    | ←←←←                       | 417,709                    | 1,201,609                  |                            |                            |                            |
| 1999年（平成11年）         | 770,070                    | ←←←←                       | 428,245                    | 1,198,315                  |                            |                            |                            |
| 2000年（平成12年）         | 769,890                    | ←←←←                       | 434,026                    | 1,203,916                  |                            |                            |                            |
| 2001年（平成13年）         | 774,240                    | ←←←←                       | 427,137                    | 1,201,377                  |                            |                            |                            |
| 2002年（平成14年）         | 778,470                    | ←←←←                       | 428,559                    | 1,207,029                  |                            |                            |                            |
| 2003年（平成15年）         | 780,240                    | ←←←←                       | 425,170                    | 1,205,410                  |                            |                            |                            |
| 2004年（平成16年）         | 780,060                    | ←←←←                       | 449,872                    | 1,229,932                  |                            |                            |                            |
| 2005年（平成17年）         | 813,390                    | ←←←←                       | 474,851                    | 1,288,241                  | 11月8日                    | 6,843                      |                            |
| 2006年（平成18年）         | 856,140                    | ←←←←                       | 479,676                    | 1,335,816                  |                            |                            |                            |
| 2007年（平成19年）         | 884,130                    | ←←←←                       | 500,947                    | 1,385,077                  |                            |                            |                            |
| 2008年（平成20年）         | 891,030                    | ←←←←                       | 496,905                    | 1,387,935                  | 11月18日                   | 7,323                      |                            |
| 2009年（平成21年）         | 879,960                    | ←←←←                       | 476,064                    | 1,356,024                  |                            |                            |                            |
| 2010年（平成22年）         | 868,590                    | ←←←←                       | 480,359                    | 1,348,949                  | 11月9日                    | 7,058                      |                            |
| 2011年（平成23年）         | 868,980                    | ←←←←                       | 483,516                    | 1,352,496                  |                            |                            |                            |
| 2012年（平成24年）         | 857,250                    | ←←←←                       | 496,019                    | 1,353,269                  | 11月13日                   | 6,876                      |                            |
| 2013年（平成25年）         | 888,330                    | ←←←←                       | 518,771                    | 1,407,101                  |                            |                            |                            |

## 車站周邊
由於是三條鐵路線的交匯站，車站的知名程度為高。但是車站周邊卻是寧靜的市區。在21世紀開始，車站周邊的再開發事業開始。在松阪市全市人口減少中，位於伊勢中川站的嬉野地域人口卻有所增加。車站西邊設有民營的停車場、單車停泊場、住宅等。車站西邊的站前廣場附近設有銀行、公寓大廈。在東邊則為稻田、巴士站和公寓大廈。車站附近正在急速城市化。以下列出主要施設：
- 嬉野中川郵局
- 松阪市立嬉野中學（日语：松阪市立嬉野中学校）
- 松阪市立中川小學（日语：松阪市立中川小学校）
- 松阪市立中原小學（日语：松阪市立中原小学校）
- 松阪市立豐田小學（日语：松阪市立豊田小学校）
- 松阪市立豐地小學（日语：松阪市立豊地小学校）
- 松阪市嬉野圖書館（日语：松阪市図書館）
- 嬉野故鄉會館
- 三重縣農業研究所（前三重縣科學技術振興中心農業研究部。在2008年4月改名）
- 三重縣農業大學（日语：三重県農業大学校）
- Piago嬉野店　（舊U-STORE）
- 權現前站 - JR東海名松線（南方約2.2km）
- 伊勢自動車道一志嬉野IC（日语：一志嬉野インターチェンジ）

### 巴士路線
松阪市社區巴士　三雲地域　Takechan愛心巴士
- 小舟江、三雲地域振興局、五主 方向 （1日5往返班次，只於平日運行）

松阪市嬉野Ookin巴士
- 往上小川 （3往返班次。在不同日子使用以下路線運行）
  - 路線A（星期一、三、五運行）：經嬉野地域振興局、嬉野中學、在此站為終點站
  - 路線B（星期二、四、六運行）：經藥王堂醫院、此站，在嬉野地域振興局為起點站和終點站

在2011年8月29日起，由三重交通一般路線（72系統嬉野線）轉至社區巴士。

## 相鄰車站
近畿日本鐵道
- □特急停車站

 大阪線、 山田線
■快速急行、■急行
榊原溫泉口（大阪線）（D57）－伊勢中川（D61）－松阪（山田線）（M64）
■普通（上行1班直通運輸。其餘則在此站從各方向到達和出發至各方向）
川合高岡（大阪線）（D60）－伊勢中川（D61） ← 伊勢中原（山田線）（M62）
 名古屋線、 山田線
■急行
桃園（名古屋線）（E43）－伊勢中川（E61）－松阪（山田線）（M64）
■普通（下行1班、平日上行2班直通運輸。其餘則在此站從各方向到達和出發至各方向）
桃園（名古屋線）（E43）－伊勢中川（E61）－伊勢中原（山田線）（M62）

## 注腳
1. ↑  『HAND BOOK 2010』、近畿日本鉄道総合企画部編、2010年9月
2. 1 2 3 4 5 6 7  曾根悟（監修）. . 週刊朝日百科. 2號 近畿日本鐵道 1. 朝日新聞出版. 2010-08-22: 18–23. ISBN 978-4-02-340132-7.
3. ↑  今尾惠介（監修）.  8 關西1. 新潮社. 2008: 30. ISBN 978-4-10-790026-5.
4. ↑  近畿日本鐵道株式會社. . 近畿日本鐵道. 2010-12. 全國書籍編號:21906373. |page=156}}
5. ↑   (pdf) (新闻稿). 近畿日本鐵道. 2007-01-30  [2016-03-12]. （原始内容存档 (PDF)于2016-08-07）.
6. ↑  川島令三、『全國鐵道事情大研究 - 名古屋都心部・三重篇』、ISBN 978-4-7942-0700-5、172p、草思社、1996
7. ↑  川島令三、『全國鐵道事情大研究 - 大阪都心部・奈良篇』、ISBN 978-4-7942-0498-1、134p、草思社、1993年
8. 1 2  近畿日本鉄道, : 13, 1980
9. ↑  . 鐵道畫刊 (電氣車研究會). 1975, (1975年11月臨時特刊號): 52.
10. ↑   (PDF). 國土交通省中部地方整備局三重河川國道事務所. 2008-07-01  [2011-01-09]. （原始内容 (PDF)存档于2011-09-28）.
11. ↑  ジェー・アール・アール『決定版 近鉄特急』中「30000系Vista Car運用表」曾經記載。
12. ↑  一般車輛的編成方向會以伊勢中川至賢島之間為基準。
13. 1 2  近鐵時間表2018年3月17日時間表修正號、p.78・p.81 - p.87
14. 1 2 3 4  近鐵時間表2018年3月17日時間表修正號、p.124 - p.147・p.284 - p.306
15. 1 2 3 4 5 6 7  近鐵時間表2018年3月17日時間表修正号、p.150 - p.157・p.162 - p.184・p.308 - p.315・p.320 - p.342
16. ↑  駅別乗降人員 （页面存档备份，存于） - 近畿日本鐵道
17. ↑  各年度三重縣統計書
18. ↑  近鐵PR手冊「きんてつ」
19. ↑  「若者定住策示せるか 進む中山間地域の人口減 未来への課題 上 〜松阪市長選を前に〜」井上喜博「事故撲滅の啓発 県境越えて協力 紀宝署と新宮署」中日新聞2015年9月23日晨報、三重版 三廣域12頁

## 外部連結
- 伊勢中川 - 近畿日本鐵道